# گوادالوپ (سانتاندر)
گوادالوپ (انگلیسی: Guadalupe, Santander) نام یک منطقه مسکونی در کلمبیا است.